# Лайтхаус Відень
Lighthouse Vienna — це житловий проєкт у Відні для бездомних людей з наркозалежністю та множинними захворюваннями, такими як ВІЛ, гепатит та/або психічні розлади. Будинок пропонує постійне житло для 45 мешканців. Це єдиний житловий проєкт в Австрії, який задовольняє потреби людей з ВІЛ та СНІДом. Він розташований за адресою Дампфшиффштрассе, 8 у 3-му районі Відня, Ландштрассе. Проєкт не потребує субсидій.

## Історія створення
Проєкт житлової спільноти під назвою Lighthouse для ВІЛ-інфікованих та людей, які потребують догляду, базується на ідеї Бернгарда Дурста з 1990-х років, яку підтримали ведучий вікторини Гюнтер Толар, віденський СНІД-священник о. Клеменс Кріз OSsT та комітет знаменитостей. За прикладом подібних проєктів у Гамбурзі, Базелі та Цюриху, житловий будинок для ВІЛ-позитивних людей також було збудовано у Відні. Бернгард Дурст помер у березні 1995 року від ВІЛ-інфекції, не доживши до реалізації його мети.
Перша спільнота (з нім. Wohngemeinschaft — спільне житло) була відкрита на Льовенгассе (нім. Löwengasse) в березні 2000 року, а потім дім на Дампфшиффштрассе 8 (нім. Dampschiffstraße 8) був зданий в експлуатацію для спільноти в травні 2001 року. Тоді проєкт на Льовенгассе називався нім. Dach überm Kopf (укр. Дах над головою). У 2001 році була заснована компанія Hofmann & Kryspin GmbH як сервісна організація для проєкту, а у 2003 році — Lighthouse — Verein für Menschen in Not, який розташовувався на Дампфшиффштрассе 8. Будинок, який терміново потребував ремонту, був повністю відремонтований, було встановлено нові вікна та нові стояки, а також оновлено всі санітарно-технічні приміщення і відремонтовано фасад. Основна будівля містить дев'ять квартир і 32 одномісні кімнати загальною кількістю 45 житлових приміщень. Також були житлові приміщення в інших зовнішніх спільнотах.
У 2018 році проєкт Лайтхаус був внесений на платформу з лікування наркозалежності як заклад для лікування наркоманії, опіатної залежності, наркологічного консультування, замісної терапії та терапії відміни наркотичної залежності.

## Організація
Лайтхаус належить віденській Асоціації допомоги нужденним. Асоціація була заснована у 2003 році і керується почесною радою з трьох членів. Першою головою була Фрідеріке Бака, потім Андреас Хофманн (2005—2008) і Герберт Рауш (2008—2019). Психотерапевт Крістіан Міхелідес очолює асоціацію з моменту її заснування. Він очолює багатопрофільну команду, що складається з наркологів, життєвих тренерів (з нім. Lebensberater) і психотерапевтів, медіатора, лікаря загальної практики, соціального працівника і медсестри, а також робітників і прибиральників[значущість факту?], державних службовців та стажистів[значущість факту?].
Лайтхаус співпрацює з аптекою Фельдмаршала-Радецького (нім. Feldmarschall-Radetzky-Apotheke), ВІЛ-відділеннями клініки Пензінга та Віденської загальної лікарні, а також з віденською асоціацією догляду на дому Diversity Care Wien. Лайтхаус брав участь у XIII Міжнародній конференції зі СНІДу 2000 року в Дурбані з двома представниками.
У 2003 році проєкт був визнаний Міністерством охорони здоров'я Австрії як навчальний центр для психотерапевтів. Lighthouse Vienna допоміг сформулювати проблеми спільноти на XVIII. Міжнародної конференції зі СНІДу 2010 року у Відні. Організація висунула наступні вимоги: вільний доступ до ліків проти ВІЛ для всіх інфікованих людей, обмін шприців, безперервне медичне страхування, психотерапія у разі хвороби та дах над головою.

## Нагороди
- Фіналіст World Habitat Award 200